# 제임스 호번

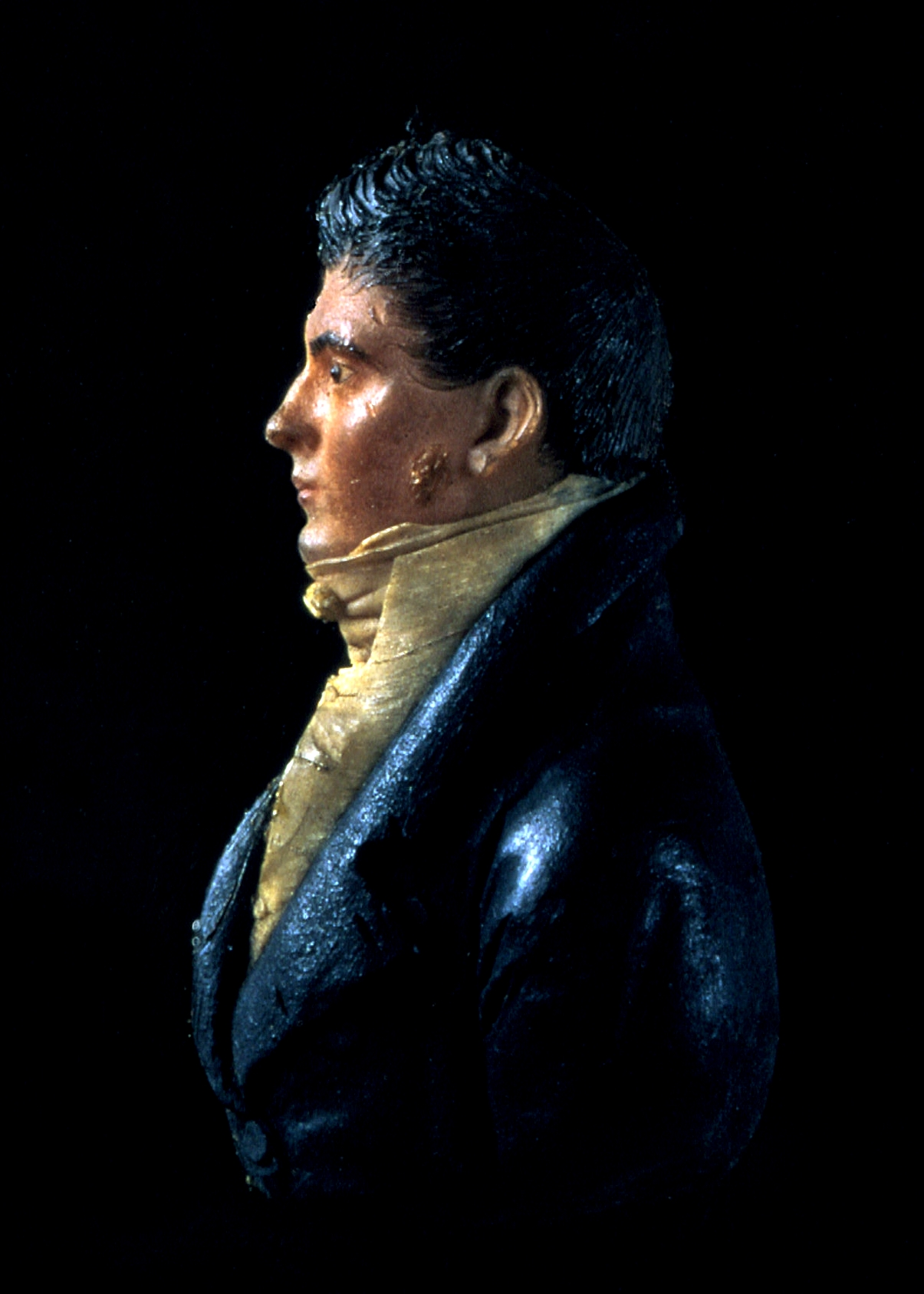
호번의 유리 위 왁스 부조, 1800년경

제임스 호번(James Hoban, 약 1758년 ~ 1831년 12월 8일)은 아일랜드계 건축가로 백악관을 설계한 것으로 잘 알려져 있다.

## 생애
제임스 호번은 아일랜드 킬케니 카운티 칼란 근처의 쿠페스그레인지에서 데서트 백작 소유의 땅에서 자라났다. 그는 그곳에서 로워 스라프톤 스트리트에 있는 더블린 학회의 드로잉 스쿨에서 상급 학생 지위를 부여받은 20대 초반까지 바퀴수리공과 목수로 일을 했다.
그는 학업 성적이 뛰어나 1780년 더블린 학회에서 받침대, 계단, 지붕 그림으로 레인스터 공작의 메달을 받았다. 이후 호번은 더블린 학회의 코르크 태생의 건축가 토마스 아이보리에게서 1779년부터 1785년까지 도제 수업을 받게 된다.
미국 독립 전쟁 이후에, 호번은 미국으로 이민을 와서, 1785년부터 필라델피아에서 건축가로 일을 하게 되었다.

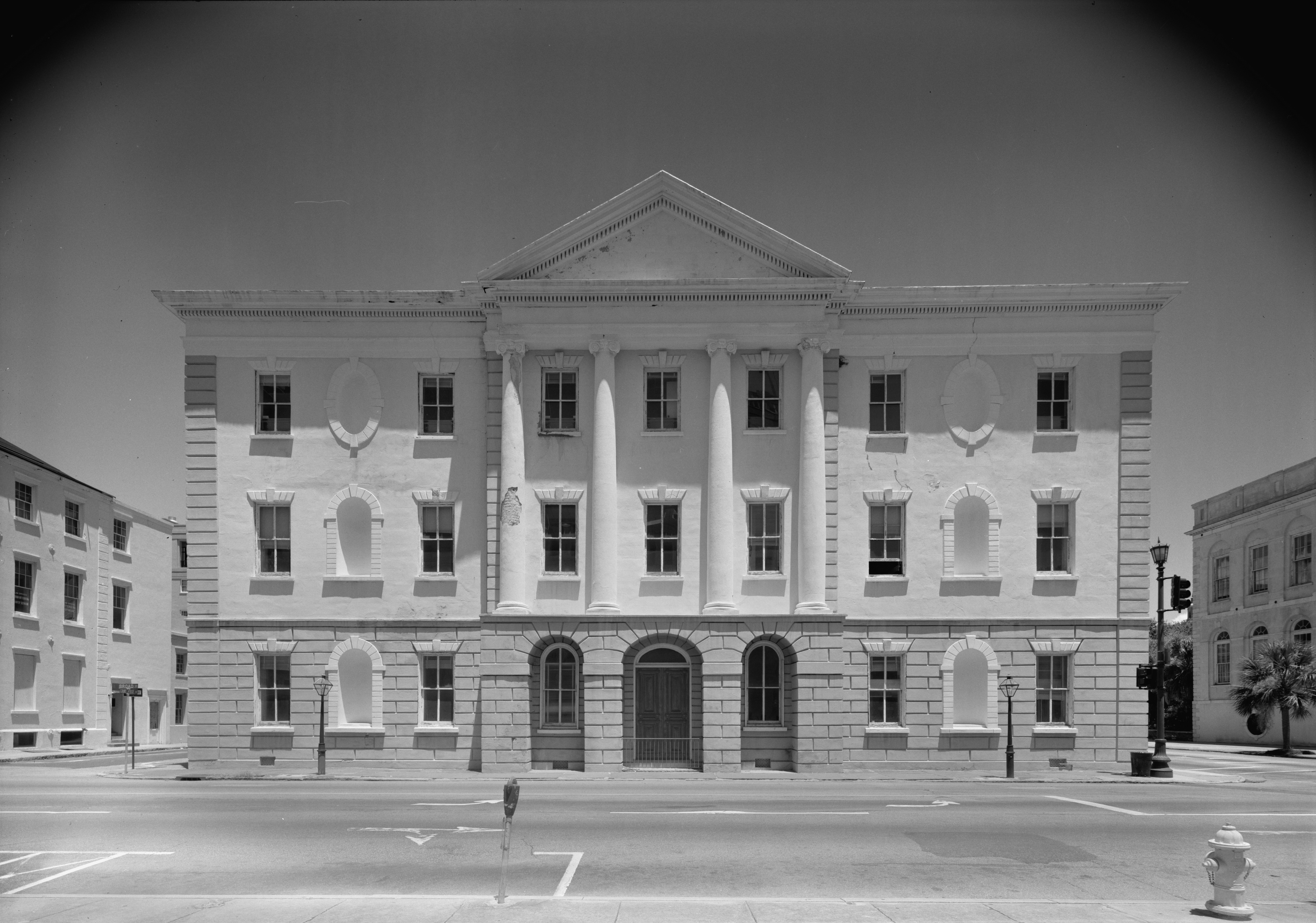
찰스턴 군청사, 찰스턴, SC (1790-92), 제임스 호번, 건축가.

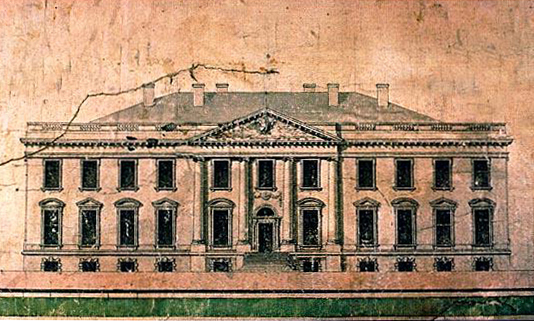
호번이 수정한 백악관 (1793년 후반 또는 1794년 초반).

호번은 1787년 4월 경에 사우스캐롤라이나에 있었는데, 그곳에서는 그는 1788년 화재로 불탄 사우스캐롤라이나 주청사의 폐허 위에 지은 찰스턴 군청사(1790–92)를 포함해서 많은 건축물들을 설계했다. 워싱턴 대통령은 남부 여행 중 그의 실력에 반하게 되었으며, 1791년 5월 찰스턴에서 그를 만났을 가능성도 있으며, 1792년 7월에 임시 수도인 펜실베이니아 필라델피아로 그를 소환하였을 것이다.
1792년 7월, 호번은 백악관 디자인 공모전의 우승자의 영예를 안았다. 그의 초기 설계는 3층의 정면과 9개의 칸(찰스턴 군 청사처럼)으로 되어 있는 것처럼 보였다. 워싱턴의 영향으로, 호번은 이것을 2층 외관에 11개의 출입구가 있는 칸으로 만들었고, 워싱턴의 강력한 주장으로 전체 대통령 가옥은 돌과 마주보게 되었다. 실제 공모전에 출품한 호번의 그림이 남아 있는 지에 대한 여부는 확실하지 않다.
호번은 또한 윌리엄 쏜턴 박사가 설계를 한 미국 의회의사당을 짓는데 일을 한 건축 감독관이기도 했다.
호번은 나머지 생애를 워싱턴 D.C.에서 살았으며, 그곳에서 도로와 교량 같은 다른 공공 건축물과 정부 프로젝트를 맡아서 일을 했다. 그는 또한 1824년 아일랜드 킬케니의 킬모거니 마을 근처에 있는 로젠나라 하우스를 설계했다.
호번의 아내 수잔 세월은 저명한 조지타운 시내 주점 소유자의 딸이었다.
호번은 또한 조지타운 대학교(이후 그의 아들이 예수회 사교모임의 회원이었다.), 쎄인트 페트릭의 교구와 고향 킬케니 태생의 밸리라젯의 테라사 레일라가 설립한 비스테이션 콘벤트를 포함한 시내의 가톨릭 기관의 개발에서 관여를 하였다.
호번은 1831년 12월 8일 워싱턴 D.C.에서 사망했다. 그는 워싱턴 D.C.에 있는 유서깊은 마운트 올리벳 묘지에 매장되었다.

## 기념
2008년 그의 탄생 250주기를 맞아 많은 행사들이 개최되었다.
2008년 탄생지 근처에 제임스 호번을 기리기 위한 기념 정자가 완공되었으며, 백악관 방문객 센터에서 그의 삶을 조명하는 대규모 전시회가 열렸다.

## 같이 보기
- 백악관

## 참고 자료
- Bergin, Denis (2008). “The James Hoban Commemoration 2008”. 2008년 5월 10일에 원본 문서에서 보존된 문서. 2008년 5월 6일에 확인함.
- Bryan, Wilhelmus Bogart (1914). “A History of the National Capital”. The Macmillan company. 2008년 1월 17일에 확인함.
- Frary, Ihna Thayer (1969). 《They Built the Capitol》. Ayer Publishing. ISBN 0-8369-5089-5.
- Ravenel, Beatrice St. Julien (1904-1990); Julien, Carl (photographs); Carolina Art Association (1992). 《Architects of Charleston》. Columbia, S.C.: University of South Carolina Press. 295쪽. ISBN 0-87249-828-X. LCCN 91034126. 2013년 10월 5일에 원본 문서에서 보존된 문서. 2013년 10월 13일에 확인함.
- Wells, John E.; Dalton, Robert E. (1992). 《The South Carolina architects, 1885–1935: a biographical dictionary》. Richmond, Virginia: New South Architectural Press. ISBN 1-882595-00-9.